# 对亚马逊的批评

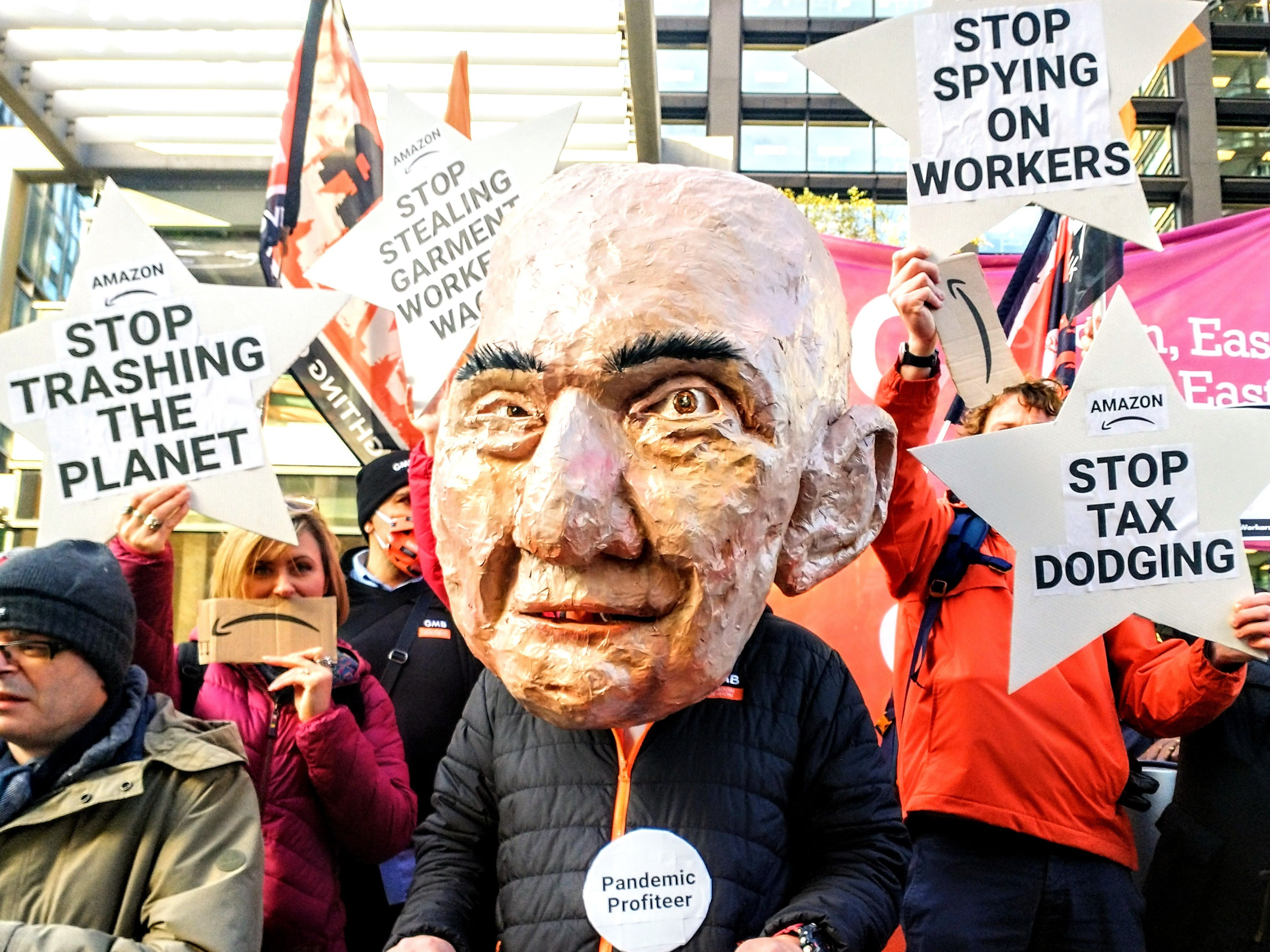
2021年伦敦“让亚马逊支付”抗议活动中的标语牌和纸制杰夫·贝佐斯头像

亚马逊在许多问题上受到批评，包括反竞争商业行为、虐待工人、提供假冒或抄袭产品、图书内容令人反感、与政府在税收和补贴协议上的交易等方方面面。 

## 反竞争行为

### 一键专利

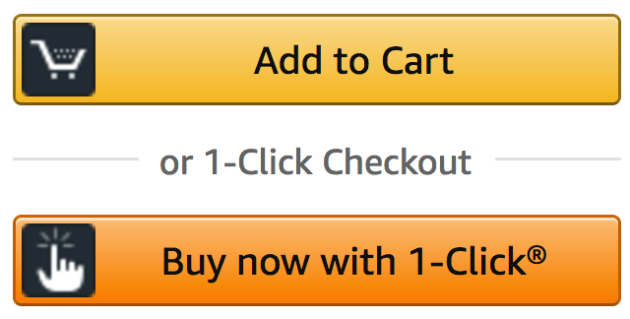
Amazon.com提供将商品添加到用户购物车或通过一键立即购买的选项

该公司因使用专利阻碍竞争的行为而饱受批评，其中最知名的例子是其“1-Click专利”。亚马逊曾利用该专利起诉竞争对手巴诺书店（Barnes & Noble），限制其网站功能，引发了自由软件基金会在1999年12月宣布抵制亚马逊的举措。 这一抵制于2002年9月结束。
2000年2月22日，亚马逊还为其基于互联网的客户推荐系统（即联属计划）申请了专利。这一行动受到行业领袖蒂姆·奥莱利（Tim O'Reilly）和查理·杰克逊（Charlie Jackson）的公开反对。奥莱利发表了一封致亚马逊首席执行官杰夫·贝佐斯（Jeff Bezos）的公开信，呼吁贝索斯避免限制互联网商务发展的做法。奥莱利还收集了1万个签名，对此贝佐斯也发布了一封公开信予以回应。抗议活动最终以奥莱利和贝佐斯共同访问华盛顿特区游说专利改革告一段落。

### 加拿大网站
亚马逊拥有一个支持英语和法语的加拿大网站。然而，由于加拿大对外资书商的法律限制，在2010年3月的一项裁决之前，亚马逊一直被禁止在加拿大设立总部、服务器、配送中心或呼叫中心。 亚马逊的加拿大网站由美国运营，并通过与加拿大邮政的合作负责配送，利用其位于安大略省密西沙加的运输设施。  
Amazon.ca的推出曾在加拿大引发争议。2002年，加拿大书商协会和 Indigo Books and Music向法院提起诉讼，指控亚马逊与加拿大邮政的合作企图规避加拿大法律。这一诉讼最终于 2004 年撤销。

### BookSurge
2008年3月，亚马逊旗下BookSurge部门的销售代表开始联系按需印刷 (POD) 图书的出版商，通知他们，若想继续在亚马逊平台销售POD图书，必须与亚马逊的BookSurge POD 公司签订协议。此举引发了部分出版商的不满，他们认为这是一种垄断行为，并对其道德性及在反垄断法下的合法性提出质疑。

### 直销
2008年，亚马逊英国公司因试图阻止出版商通过其官网以折扣价直接销售书籍而受到批评。亚马逊辩称，其向出版商支付的费用应基于出版商网站上的折扣价，而非建议零售价 (RRP)。
同年，亚马逊英国公司因撤下阿歇特出版公司多本关键图书的销售而引发争议。这一举动被认为是为了向阿歇特施压，要求其提供更大的折扣。在出版界，这一行为遭到了广泛批评。柯蒂斯布朗（Curtis Brown）文学经纪公司总经理乔纳森·劳埃德（Jonathan Lloyd）表示：“出版商、作家和代理商对此都全力支持 [阿歇特]。总得有人划清界限。如果出版商每年都多让利 1%，那底线在哪里？将作家视为谈判筹码是可耻的。” 
此外，2013年8月，亚马逊在英国公平贸易办公室（Office of Fair Trading）和德国联邦卡特尔办公室（Federal Cartel Office）的调查压力下，同意终止其在欧盟市场针对卖家的价格平价政策。

### 价格控制
2010年1月27日，苹果发布iPad后，麦克米伦出版公司与亚马逊就电子书价格产生争议。麦克米伦要求亚马逊接受其与苹果商定的新定价模式，将电子书价格从9.99美元提高到15美元。对此，亚马逊暂时从其网站上撤下了所有麦克米伦出版的书籍（包括电子版和纸质版），尽管通过第三方销售的书籍仍然在平台上显示。最终在2010年1月31日，亚马逊“妥协”，接受了麦克米伦提出的定价要求。

### 移除竞争对手的产品
2015年10月1 日，亚马逊宣布将从当年10月29 日起禁止所有商家销售Apple TV和Google Chromecast产品。亚马逊声称此举是为了避免“客户混淆”，因为这些设备不支持Amazon Prime Video。然而，这一决定引发批评，被广泛认为是亚马逊试图限制与其自家Fire TV设备竞争的产品，从而削弱市场公平性。
2017年5月，据报道，苹果和亚马逊即将达成协议，在Apple TV上提供 Prime Video，并允许该产品重新回到零售商架上。2017 年12月6日，Prime Video正式在Apple TV上推出，此后不久，亚马逊也重新开始销售 Apple TV。
众所周知，亚马逊经常因第三方卖家与其自有品牌产品竞争而对卖家的轻微政策违规行为采取行动，下架相关产品。为了在展示位置上与亚马逊自有品牌竞争，许多第三方卖家不得不加入亚马逊的 Prime 计划，这虽然能提高产品的曝光度，但同时也显著增加了成本，进一步压缩了卖家的利润率。 

### 苹果合作伙伴关系
2018年11月，亚马逊与苹果公司达成协议，由亚马逊、选定的苹果授权经销商和符合特定标准的供应商在亚马逊平台上销售部分苹果产品。根据协议，只有每90天从苹果采购价值250万美元翻新库存（通过Amazon Renewed计划）的授权经销商和供应商才有资格在亚马逊上销售苹果产品。这一合作关系引发独立经销商的批评，他们认为此举限制了他们以较低价格在亚马逊上销售翻新苹果产品的能力。2019年8月，The Verge报道称，美国联邦贸易委员会已对这项交易展开调查。

### 既是球员，又是裁判
亚马逊既是市场平台的主导者，又是市场上的零售商。该公司利用其他零售商无法获得的市场数据，来决定其自有品牌产品的生产种类和定价策略。亚马逊通过AmazonBasics、Lark＆Ro以及其他自有品牌销售产品。美国总统候选人伊丽莎白·沃伦曾提议，亚马逊应被迫剥离AmazonBasics和Whole Foods Market，以解决亚马逊作为平台和零售商双重身份对市场竞争的影响问题。
蒂姆·奥莱利 (Tim O'Reilly) 将 Ingram 的业务模式与亚马逊进行了对比，指出亚马逊过度关注客户需求，却忽视了对零售生态系统中其他利益相关者的支持，例如卖家、制造商和员工；而 Ingram 更注重为其市场中的所有利益相关者创新与建设。奥莱利认为，亚马逊的行为背后是其对增长的高度依赖。与此同时，第三方卖家对亚马逊的寻租行为提出批评，包括通过提高平台经营成本、滥用市场主导地位操纵价格、抄袭第三方热销产品，以及优先推广自有品牌，来损害公平竞争。
2021年10月，路透社援引泄露的内部文件报道称，亚马逊利用其卖家的销售数据，分析并识别利润丰厚的市场，在印度推出了竞争产品。收集的数据包括退货率、服装尺码，以及产品在网站上的浏览次数等信息，而这些数据并未对卖家开放。此外，亚马逊还被指调整搜索结果以优先展示其自有品牌产品。此策略的影响超越印度，在美国也可见端倪，例如Solimo品牌的数百种家居用品就广泛销售。这一行为曾导致一些品牌受损，其中包括印度商人 Kishore Biyani旗下的John Miller服装品牌。
2022年10月，英国针对亚马逊提起了一项金额高达9亿英镑的集体诉讼，指控其网站上的“购买框”（Buy Box）倾向展示亚马逊自营商品或向亚马逊支付物流费用的零售商商品，从而损害了公平竞争。  

### 反垄断投诉
2015年6月，欧盟委员会开始对亚马逊的电子书分销协议展开调查，重点关注其中可能违反欧盟反垄断法（European Union competition law）的条款。这些条款被指增加了其他电子书平台的竞争难度，可能妨碍市场公平竞争。经过近两年的调查，2017年5月，委员会宣布结束调查，同时要求亚马逊承诺不再使用或执行相关条款，从而确保电子书市场的竞争环境更加公平。 
2019年7月和2020年11月，欧盟委员会对亚马逊展开了两次深入调查，分别聚焦于亚马逊对市场卖家数据的使用及其在自营产品和使用亚马逊物流与配送服务的市场卖家产品之间可能存在的偏袒行为。亚马逊被指控利用第三方卖家的非公开数据为其自营业务谋取不正当利益，违反了欧洲经济区的竞争法。
2020年6月11日，欧盟宣布将就亚马逊对待第三方卖家的方式对其提起诉讼；[3] 同时，加利福尼亚州也开始了相关调查。
此外，2019年12月，印度竞争委员会（CCI）暂停了对亚马逊收购Future Retail的批准，并对其处以20亿印度卢比的罚款。CCI通过亚马逊的内部邮件发现，该收购的真正目的是利用印度放宽的外商投资政策来获取不当优势。亚马逊对这一决定提起上诉，但CCI在2022年3月提出辩护，指出亚马逊存在虚假陈述行为，进一步加深了对其的质疑。  
2020年7月，亚马逊、苹果、谷歌和Meta被指控滥用权力并采取反竞争策略压制潜在竞争对手。7月29日，这几家公司的首席执行官出席了美国众议院反垄断小组委员会的听证会，接受质询。
同年10月，该小组委员会发布了一份报告，指控亚马逊在电商领域占据垄断地位，并通过不公平竞争压制平台上的第三方卖家。
2022年3月，美国司法部在致参议院司法委员会两党领导人的信中表达支持一项禁止大型数字平台损害竞争对手产品和服务的立法。司法部指出：“占主导地位的平台的崛起对开放市场和竞争构成威胁，给消费者、企业、创新、全球竞争力以及民主带来风险。”
此外，加州总检察长于2020年对亚马逊展开调查，并于2022年9月提起诉讼，指控亚马逊与第三方卖家和批发商签订的合同人为抬高价格、抑制竞争。这些合同迫使商家不得在其他平台上以更低价格销售产品，从而限制了市场的价格竞争力。 

### 子公司停滞不前
据报道，亚马逊收购的某些子公司在被收购后出现发展停滞，缺乏创新或改进，尤其是Goodreads。一篇刊登于《Input Magazine》的文章将 Goodreads描述为“古老而糟糕”，批评其功能和设计类似于21世纪初的数字图书馆，未能跟上图书元数据获取或在线阅读活动发展的步伐。
《新政治家》也对 Goodreads 提出批评，称其“停滞不前”，并指出该平台“垄断了新书讨论”。文章进一步指出：“Goodreads本应是互联网上一个舒适、愉快的角落，但如今却演变成了一个怪物。”这些评论反映了用户对平台缺乏现代化和创新的不满，同时也暗示了亚马逊在推动子公司技术进步方面的不足。 

### 对小企业的影响
凭借其庞大的规模经济，亚马逊能够以更低的价格提供商品，从而削弱地方小店主的竞争力。“地方自力更生研究所”（Institute for Local Self-Reliance）的研究员斯泰西·米切尔 (Stacy Mitchell) 和奥利维亚·拉维奇亚 (Olivia LaVecchia) 指出，这种竞争格局的变化导致美国许多城镇的地方小店倒闭。两人认为，亚马逊的市场主导地位正在重塑地方经济，并使得小型企业难以生存。 

## 产品和服务

### 虚假图书清单
简·弗里德曼发现亚马逊和Goodreads上有六本冒用她名字的书籍，尽管她要求下架这些盗版书籍，两家公司一直拒绝采取行动。直到她撰写并发布了一篇博文《我宁愿看到自己的书被盗版，也不愿看到这种情况》，该博文在社交媒体上迅速传播并引起广泛关注，亚马逊和Goodreads才开始处理这些问题。    

### 虐待动物
亚马逊曾销售过两本关于斗鸡的杂志和两段斗狗视频。美国人道协会（HSUS）认为这些销售行为违反了联邦法律，因此提起了诉讼。2007年8月，在NFL四分卫迈克尔·维克（Michael Vick）涉嫌斗狗案曝光后，抵制亚马逊的运动受到了更多关注。2008年5月，马尔堡出版公司（Marburger Publishing）同意与人道协会达成和解，要求亚马逊停止销售其杂志《斗鸡》（The Game Cock）。然而，诉讼中提到的另一份杂志《羽毛战士》（The Feathered Warrior）仍然可在亚马逊上购买。 
动物怜悯组织批评亚马逊允许销售鹅肝，尽管它在加利福尼亚州和多个国家被禁。对此，组织发起了“亚马逊残忍”运动，要求停止销售这一涉嫌动物虐待的商品。  

### 反犹太内容
2008年1月，捷克周刊《Tyden》报道亚马逊售卖印有“我爱海因里希·希姆莱”和“我爱莱因哈德·海德里希”字样的T恤，引发关注。亚马逊发言人回应称，鉴于商品数量庞大，难免出现不合适的商品。随后，在世界犹太人大会(WJC)的压力下，亚马逊撤下了这些T恤以及其他纳粹相关物品，如印有纳粹口号的刀具和军官匕首。 
2013年10月，英国在线杂志《The Kernel》报道，亚马逊在销售否认大屠杀的书籍，并将其运送到法律禁止此类书籍的国家。世界犹太人大会(WJC)随后呼吁亚马逊CEO杰夫·贝佐斯撤下这些书籍，并停止销售宣扬反犹太主义、白人至上主义和其他仇恨言论的书籍。WJC执行副总裁罗伯特·辛格表示，许多大屠杀幸存者对亚马逊从销售这种仇恨文学中获利感到愤怒。  
2022年，亚马逊通过其Prime流媒体服务提供了由凯里·欧文代言的纪录片《从希伯来人到黑人：醒醒吧黑人美国》（Hebrews to Negroes: Wake Up Black America）。该片涉及阴谋论，包括否认大屠杀和将大西洋奴隶贸易归咎于欧洲犹太人。《综艺》杂志为亚马逊辩护，称该公司在处理争议内容时有其内部的复杂辩论。尽管如此，首席执行官安迪·贾西表示，即使影片内容令人反感，它仍将留在平台上。对此，史蒂芬·A·史密斯批评前CEO杰夫·贝佐斯，呼吁删除这部影片，认为它对亚马逊的形象有害。 

### 恋童癖指南
2010年11月10日，亚马逊因销售菲利普·R·格里夫斯 (Phillip R. Greaves) 的电子书《恋童癖者的爱与快乐指南：恋童癖者的行为准则》（The Pedophile's Guide to Love and Pleasure: A Child-lover's Code of Conduct）而引发争议。该书被批评为“恋童癖指南”，并引发了读者的抵制。亚马逊最初辩称，禁止此类书籍销售将构成审查，强调支持消费者自主做出购买决定的权利。然而，最终亚马逊将该书下架。《旧金山纪事报》报道，亚马逊曾先为该书辩护，随后将其下架并复上架，最终再次下架。 
美国自由表达书商协会主席克里斯托弗·菲南（Christopher Finan）认为，亚马逊有权销售这本书，并指出该书没有图片，因此不属于儿童色情作品，也不构成法律上的淫秽作品。然而，儿童安全组织“够了就够”（Enough Is Enough）认为该书应被删除，因其可能给人留下虐待儿童正常化的印象。善待动物组织（PETA）则以该书为例，呼吁亚马逊将涉及斗狗的书籍也从目录中移除。 

### 假冒产品
2016年10月16日，苹果公司起诉Mobile Star LLC，指控其向亚马逊销售假冒苹果产品。苹果提供证据表明，亚马逊销售的部分产品是假冒的，并错误地将其宣传为正品。苹果公司表示，假冒产品的识别成功率高达90%，而亚马逊未对这些产品的真伪进行验证。2017年4月27日，Mobile Star LLC与苹果达成和解，和解金额未公开。 
亚马逊销售假冒产品的问题引起了广泛关注。调查发现，一些标记为第三方配送的商品以及直接从亚马逊仓库发货的商品是假冒商品，甚至包括亚马逊直销的商品，标有“由亚马逊网站发货并销售”的产品也涉及其中。其中，假冒的Apple充电线被发现存在火灾隐患，进一步引发了消费者的安全担忧。  
假冒商品在亚马逊平台上种类繁多，从高价商品到镊子、手套和雨伞等日常用品都有涉及。最近，这种问题已经蔓延到亚马逊的新兴杂货服务。假冒商品的泛滥对艺术家和小企业造成了困扰，因为他们的原创产品常常被迅速仿制并在该平台上出售。由于这些问题，像Birkenstock和Nike等知名品牌已决定从亚马逊下架其产品。 
2019年，BuzzFeed和《华尔街日报》报道了亚马逊平台上销售的部分商品存在质量问题和误导性评论，且有超过4,000件商品被联邦机构宣布为不安全或被禁售。三名参议员向贝索斯提出公开信，要求采取行动并删除这些不安全商品。同时，有报道称卖家将垃圾和二手物品当作新商品在亚马逊上销售。  
2020年8月，加州上诉法院裁定，亚马逊应对其平台上销售的不安全产品承担责任。这一判决源于一名加州女子购买了一块笔记本电脑替换电池，电池发生起火，导致她三度烧伤。 

### 媒体
美国版权游说者指责亚马逊在中国市场协助销售未经授权的CD和DVD。作为回应，中国政府计划加强对亚马逊、苹果和淘宝等平台的版权侵权监管。在中国国家版权局的压力下，亚马逊已关闭了第三方分销商。 
亚马逊曾被发现销售未经授权的假冒书籍，这些书籍模仿了已出版的真实作品。例如，非小说类医学书籍《桑福德抗菌治疗指南》（The Sanford Guide to Antimicrobial Therapy）便是其中之一。根据《纽约时报》记者戴维·斯特雷特菲尔德（David Streitfeld）的报道，亚马逊对其书店采取不干预的态度，未检查商品的真实性，也没有组织化地监管网站上的卖家。这导致了假书泛滥，出版商、作家和美国作家协会等团体批评亚马逊处理不力，通常只有在收到投诉时才采取行动，且申诉途径有限。 
根据2019年Vox的一篇文章，亚马逊通过销售假冒书籍获利。文章引用了一家小型出版社的例子，该出版社被迫与亚马逊合作，将正版图书从市场上重新推出。旧金山编程和科学指南出版社的创始人比尔·波洛克（Bill Pollock）表示：“我们为什么要负责监管亚马逊的假货？这是他们的工作。”No Starch每月花费3,000美元，并且支出不断增加，以确保其书籍在搜索结果中的排名高于抄袭者。 
美国言情小说作家诺拉·罗伯茨多次遭遇自己的作品被抄袭并通过亚马逊的Kindle Direct Publishing (KDP)平台重新出版。她批评亚马逊的自助出版体系，称其充斥着“病态、贪婪、投机取巧的文化”，并指出该系统追求更多出版、速度至上。罗伯茨愤怒地表示，这种体系的丑陋内幕完全体现了内容生产的速度和数量，而非质量。她曾在《卫报》采访中表示，将起诉那些未具名的抄袭者。

### Kindle Direct Publishing 中的抄袭
2019年，美国作家协会（Authors Guild）指出，KDP和Kindle Unlimited（KU）吸引了骗子，他们利用这些平台的漏洞，将他人的书籍和选集重新包装为“新”作品。当亚马逊移除这些假冒和抄袭书籍时，它们的元数据通常仍然保留在Goodreads和Google Books中，这导致了作者归属混淆、歧义和读者困惑。  
亚马逊称通过监控账户和文件检查来识别抄袭，但批评者认为系统不足以应对身份盗窃和未成年人问题。城市作家组织（The Urban Writers）指出，亚马逊对抄袭过于敏感，可能导致无辜作者账户被停用。 
2019年，Vox记者凯特琳·蒂芙尼（Kaitlyn Tiffany）调查了亚马逊上一些由Kindle Direct Publishing出版的抄袭和未经授权的“名人传记”。这些书籍常出现拼写和语法错误。不过，蒂芙尼为亚马逊的内容控制辩护，称公司已制止许多电子书骗局，但彻底的抄袭和非法内容仍难被发现。她认为亚马逊在打击欺诈上有所努力，但《数字千年版权法》给予其过多保护，免除其对出版侵权内容的责任。 

### 以书籍形式出售维基百科内容
德语媒体和博客圈批评亚马逊出售大量复制维基百科文章的按需印刷书籍。这些书籍由美国公司Books LLC和德国出版商VDM的三家毛里求斯子公司制作：Alphascript Publishing、Betascript Publishing 和 Fastbook Publishing。尽管部分客户要求亚马逊将这些书籍从目录中删除，亚马逊尚未承认这一问题。亚马逊与VDM的合作始于2007年。 

### 移除书籍
2014年，亚马逊下架了一本被批评为“强奸指南”的书，该书宣称揭示了女性如何被迫接受性侵犯。随后，亚马逊还下架了反穆斯林活动家汤米·罗宾逊（Tommy Robinson）的一本书。 
2015年，亚马逊上架了加拿大连环杀手兼强奸犯保罗·贝尔纳多（Paul Bernardo）自费出版的电子书《疯狂的世界秩序》（A MAD World Order），该书显然是通过监狱电脑访问亚马逊的自费出版服务发布的。这一事件引发了强烈反应，亚马逊随后悄悄地从其所有平台上撤下了该电子书，但其元数据记录仍然存在于Goodreads上。  
2020年，亚马逊暂时禁止出版一本宣传关于新冠肺炎疫情的非主流说法的书籍，以及宣传未经美国政府机构批准的新冠肺炎治疗方法的书籍。2021年，亚马逊删除了保守派哲学家瑞安·T·安德森（Ryan T. Anderson）2018年出版的一本书，该书批评了对跨性别者的法律保护。这些措施引发了关于言论自由和平台内容管理的争议。  

### 医疗错误信息
亚马逊曾出售许多自出版书籍，其中包含关于自闭症谱系障碍和阿斯伯格综合症的错误信息和伪科学。根据《连线》杂志记者马特·雷诺兹（Matt Reynolds）的报道，亚马逊的Kindle出版服务批准了一本名为《如何治愈自闭症：使用二氧化氯治疗自闭症指南》（How To Cure Autism: A guide to using chlorine dioxide to cure autism）的假书，仅在两小时内就通过了审核。该书甚至使用了现成的封面图片，似乎暗示其已获得FDA批准。亚马逊平台上也存在其他宣传漂白剂疗法和其他伪科学内容的书籍。 
亚马逊曾从其销售平台上撤下宣传自闭症相关反疫苗接种理论的自出版图书，此举引发了关于合法读物审查的争议。新闻媒体，如NBC和CBS，报道称亚马逊正在下架这些书籍，随后《科学警报》（Science Alert）指出，尽管如此，亚马逊仍然在销售关于自闭症的错误信息书籍。2021年，亚马逊上出现了关于新冠肺炎疫情的虚假信息，参议员伊丽莎白·沃伦质询亚马逊首席执行官安迪·贾西，指责该公司的搜索算法助长了虚假信息的传播。 

### AWS 中断
2021年，亚马逊网络服务（AWS）发生了一系列中断，导致包括亚马逊子公司、Netflix、Tinder、麦当劳、Sweetgreen、Disney+和Roku在内的多个平台暂时关闭。由于中断，许多学院和大学被迫推迟考试和作业截止日期，亚马逊送货司机也无法正常递送包裹，同时，亚马逊的Ring门铃和Alexa等产品也停运。此次中断的具体原因未被公开，亚马逊仅称其为“影响AWS服务的事件”。记者Aaron Gregg和Drew Harwell对此事件提出批评，指出随着越来越多的服务依赖少数云平台，类似的中断对互联网络的影响也愈加严重。   

## 工人待遇

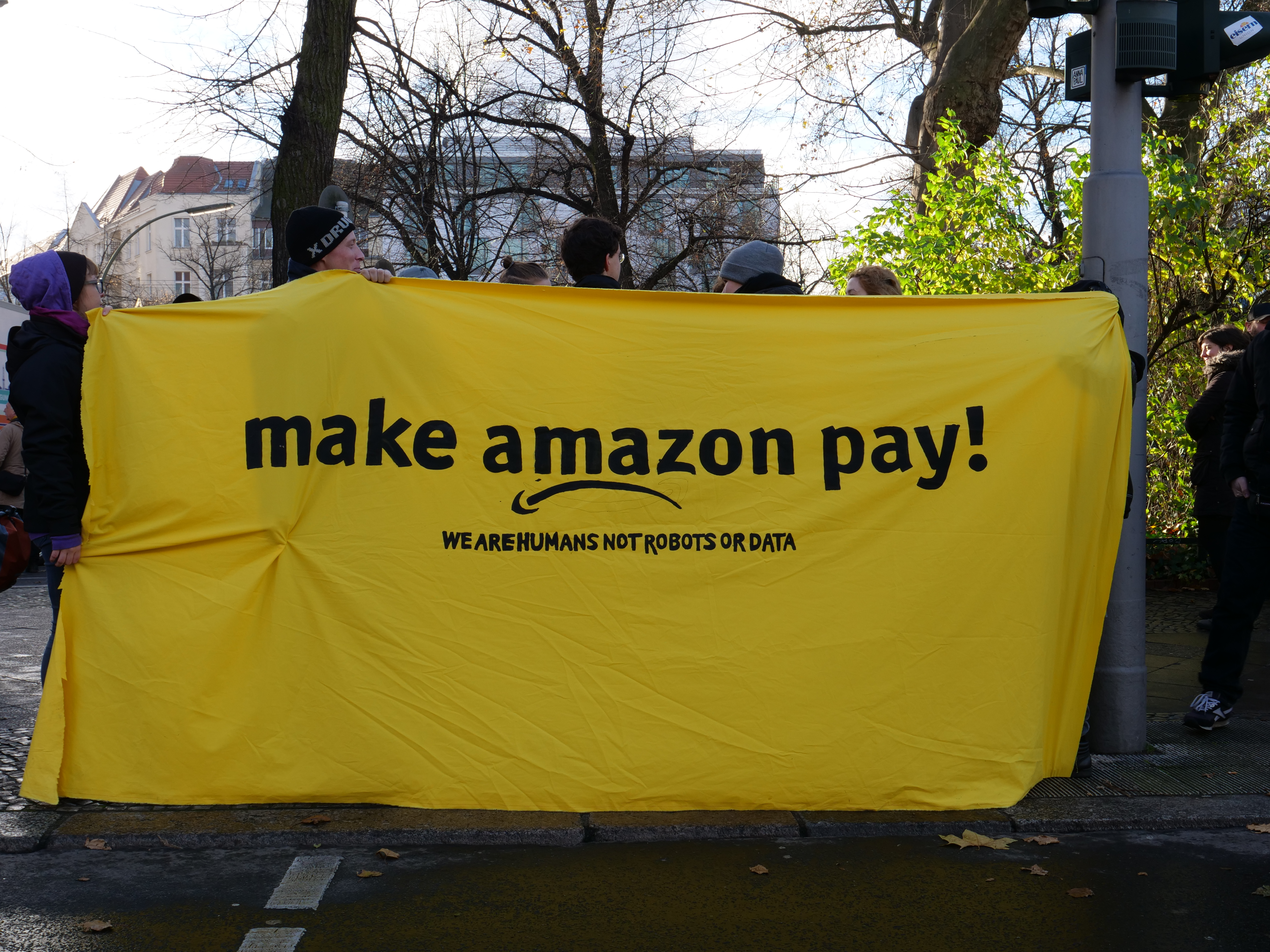
柏林的“让亚马逊支付！”示威活动

亚马逊因其工作环境和员工待遇问题多次受到批评。一个名为“亚马逊前任和现任员工”的组织通过社交媒体表达不满，指责公司提供恶劣的工作条件。 

### 员工管理不善
亚马逊因错误解雇休病假的员工、未修复薪资系统错误导致蓝领员工工资被克扣，并拒绝发放无薪假期，遭遇劳动法违规指控。 

### 反对工会
亚马逊一直反对工会在美国和英国的组织努力。

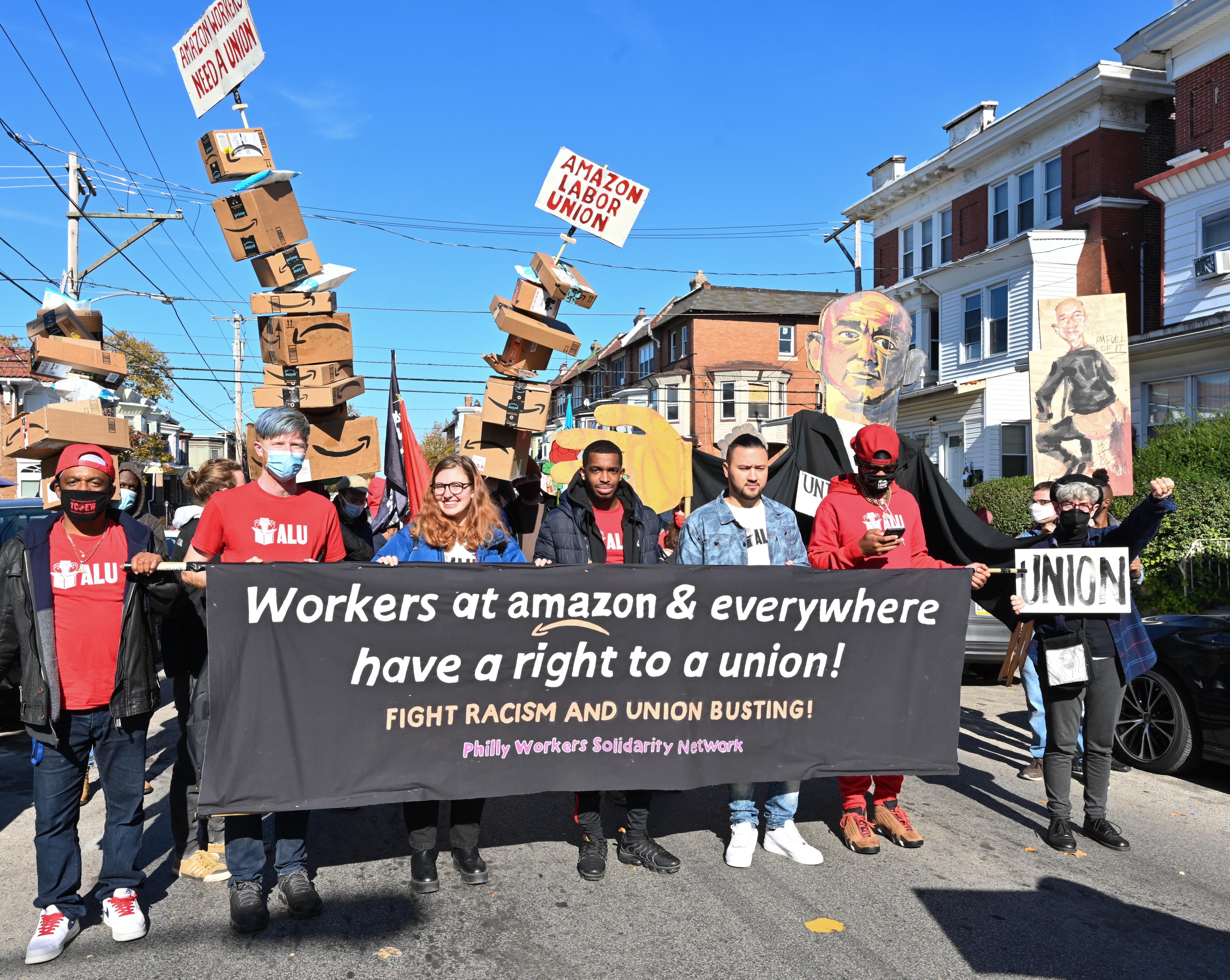
亚马逊工人在费城游行，争取组织工会的权利

2001年，亚马逊解雇了西雅图的850名员工，华盛顿州科技工人联盟指控该公司违反劳动法，指责其实施恐吓和宣传活动，尽管亚马逊否认裁员与工会活动有关。同年，英国亚马逊聘请美国管理咨询公司The Burke Group帮助打压英国米尔顿凯恩斯配送站的工会运动。 
2015年7月，国际机械师和航空工人协会（International Association of Machinists and Aerospace Workers）向美国国家劳工关系委员会（NLRB）投诉亚马逊，指控该公司在弗吉尼亚州切斯特（Chester）的仓库实施不公平的劳工行为，包括通过监视、威胁以及告知员工支持工会无用等方式打压工会活动。2016年，亚马逊与NLRB达成和解，否认不当行为，但同意在仓库张贴22种有损工会行为的清单，并承诺不再参与威胁工人、监视工会活动等行为。 
2018年，亚马逊向其2017年收购的Whole Foods的管理人员分发了一段45分钟的反工会培训视频。视频中，亚马逊表示：“我们并不反对工会，但我们也不中立。我们认为工会不符合我们客户或股东的最佳利益，或者最重要的是，不符合我们同事的最佳利益。”视频还鼓励管理人员注意员工组织活动的“警告信号”，如员工使用“最低生活工资”等术语、突然聚在一起闲逛，或表现出对公司政策、福利等信息的异常兴趣。  
2020年初，亚马逊的内部文件泄露，揭示了Whole Foods在追踪员工支持工会情绪时使用热图。这些热图分析了其510家门店的“工会风险”，并考虑了种族多样性、与其他工会的距离、周边社区的贫困程度，以及向国家劳工关系委员会（NLRB）打电话的情况。数据显示，位于贫困社区、种族和民族多样性较低的商店更倾向于支持工会。为此，亚马逊曾招聘情报分析师，专门负责识别和应对工会威胁。  
2020年12月4日，国家劳工关系委员会（NLRB）裁定，亚马逊非法解雇了两名员工，理由是他们在组织工会活动过程中遭到了报复。
2024年6月，亚马逊位于伊利诺伊州斯科基的DIL7设施的104名送货司机向国家劳工关系委员会提出不公平劳工行为指控，指控亚马逊和四星快递（Four Star Express Delivery）解雇组织工会的员工、监视支持工会的员工、实施招聘冻结、压制工会支持言论，并修改雇佣条款。员工还指控，亚马逊试图关闭DIL7设施以回应工会组织。 

### 工资
2018年夏天，佛蒙特州参议员伯尼·桑德斯批评了亚马逊的工资和工作条件，指出亚马逊未缴纳任何联邦所得税，并通过征集仓库工人的故事揭示了公司被指控的剥削行为。桑德斯指出，亚利桑那州三分之一的配送中心员工依赖补充营养援助计划（SNAP）。记者詹姆斯·布拉德沃思（James Bloodworth）将亚马逊的工作环境形容为“低安全级别的监狱”，并批评公司文化使用奥威尔式的新闻语言。亚马逊回应称，桑德斯引用的薪资数据不准确，并否认了使用“食品券”这一称呼。2018年9月，桑德斯和罗·卡纳提出了《通过取消补贴来阻止不良雇主》法案（Stop Bad Employers by Zeroing Out Subsidies，缩写为Stop BEZOS Act，“停止贝佐斯”法案），旨在阻止如亚马逊、沃尔玛、麦当劳和优步等公司利用公共福利。2018年10月，亚马逊宣布将所有美国员工的最低工资提高到每小时15美元，桑德斯对此表示祝贺。 
2023年，亚马逊位于英国考文垂的仓库发生了罢工，超过350名工人要求将时薪从每小时10.50英镑提高至15英镑。亚马逊提出的加薪方案为每小时50便士，但该提议被工会拒绝。 

### 工作条件

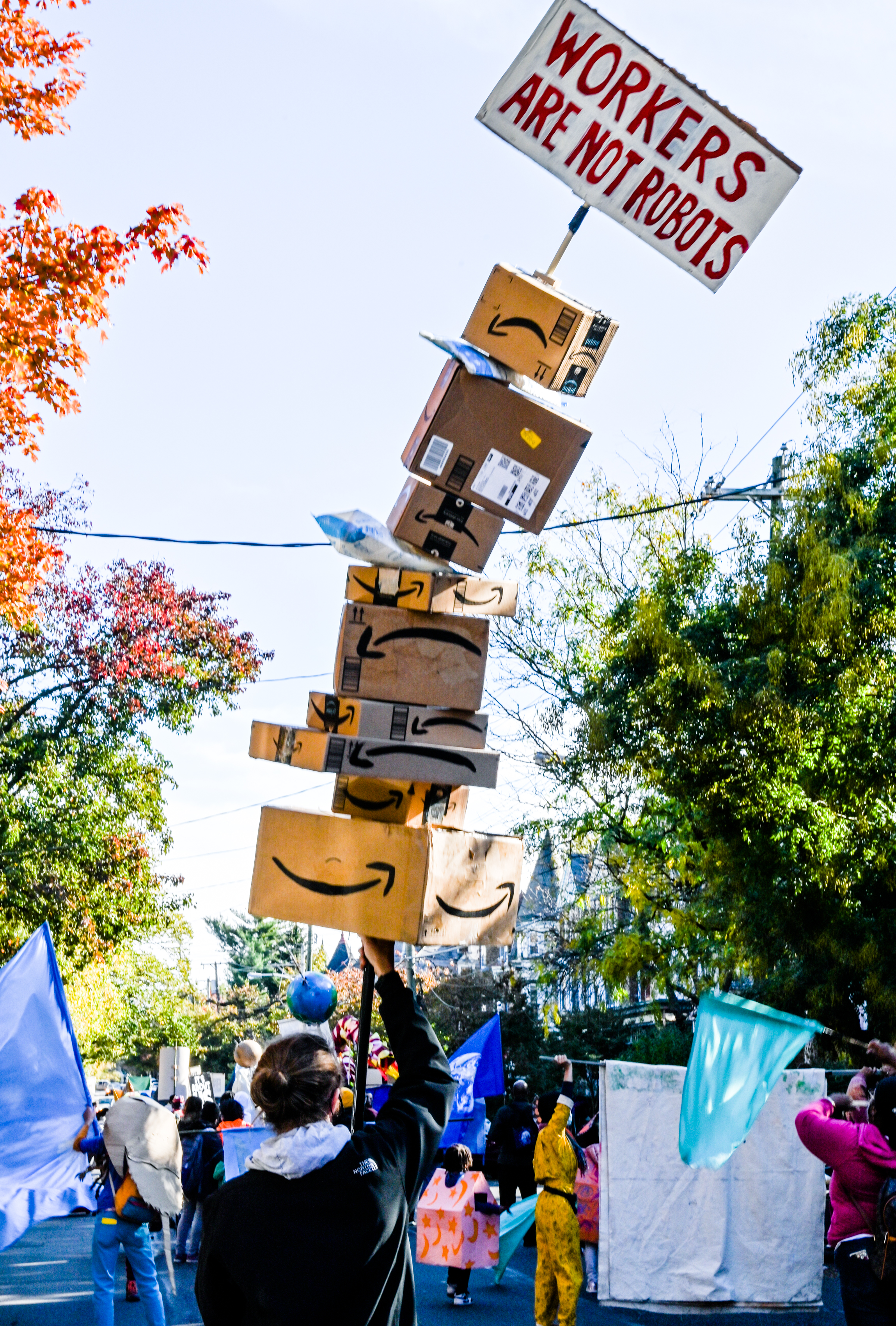
亚马逊工人在费城抗议游行，标牌上写着“工人不是机器人”

亚马逊的工作条件多次受到批评，尤其是关于员工健康和安全的关注。2011年，媒体报道了位于宾夕法尼亚州布雷尼格斯维尔（Breinigsville）的仓库在高达38°C（100°F）高温下的工作环境。工人们因高温而出现脱水和晕倒的情况，但出于防止盗窃的考虑，装卸区的门并未打开，导致无法让新鲜空气进入。亚马逊最初的回应是派救护车待命以应对中暑事件，但在面临持续的批评后，公司最终在仓库中安装了空调系统，以改善工作环境。 
在亚马逊仓库，拣货员（负责挑选客户订单的员工）每天需走15英里（24公里）完成订单，未达标会被批评。员工要手持扫描器实时监控自己的工作进度，管理层可以跟踪员工的位置和空闲时间，这种高强度的工作节奏被形容为“非人性化”和“机器人化”。  
2019年7月15日，亚马逊Prime Day期间，美国和德国员工因工资和工作条件问题罢工。2019年8月，BBC报道称亚马逊在Twitter的一些账号为公司辩护，引发用户质疑这些账号是否为机器人操作。同年11月，NBC报道部分亚马逊门店违反政策，允许员工使用他人徽章和密码进行配送，并批评亚马逊的绩效配额不切实际，迫使司机冒险超速、闯红灯等。 
2024年6月，加州劳工专员办公室（California Labor Commissioner’s Office）对亚马逊处以590万美元罚款，原因是在对洛杉矶以东的两家仓库进行调查时发现，亚马逊违反了加州2022年的仓库配额法（Warehouse Quotas law），该法律要求雇主向员工披露生产率配额，并禁止要求工人达到不安全的配额。调查结果显示，亚马逊在59,017个案例中违反了该法律。 

### 2018年罢工
西班牙工会在2024年7月10日呼吁约1,000名亚马逊员工罢工，直到亚马逊 Prime Day为止，要求全球关注此次罢工，并呼吁客户支持。工会代表表示，员工的不满主要集中在工资削减、工作条件和休假限制上。此外，波兰、德国、意大利、英国和法国的亚马逊员工也表示了类似的不满情绪。 

## 在中国的强迫劳动
根据澳大利亚战略政策研究所（ASPI）的一份报告，亚马逊被列为“可能直接或间接受益于”强迫维吾尔族劳动的公司之一。该报告指出，一些跨国企业可能通过供应链或合作伙伴与新疆地区的强迫劳动存在关联。这一结论引发了广泛关注，亚马逊方面则未提供具体评论或回应相关指控。 

## 顾客待遇

### 差别定价
2000年9月，亚马逊被发现存在价格歧视行为：用户删除浏览器Cookie后，同一DVD的价格显著降低。杰夫·贝佐斯为此道歉，承诺亚马逊不会基于客户的统计数据测试价格，并为支付更高价格的用户退款。亚马逊解释称，这属于随机价格测试。同年，随机定价的MP3播放器也被消费者发现其价格远低于其正常水平。 

### 产品替代
英国消费者组织「Which?」调查显示，亚马逊英国市场上的小型电器可能与广告不符。在测试采购中，通过同一商品页面下单的11份订单中，仅一家供应商提供了符合展示的产品，两家供应商提供了功能相同但不同的产品，另有八家交付的产品完全不符且不安全。Which?指出，客户评论常混杂不同产品，无法区分来源。这一问题被作为证据提交到英国议会，支持新的消费者权益法案讨论。 

## 客户评论
随着客户评论成为亚马逊营销的重要部分，其准确性和道德性备受争议。2004年，纽约时报报道亚马逊加拿大网站故障曝光了许多书评由作者本人或竞争作者撰写。亚马逊随后修改政策，要求评论者注册但可使用笔名匿名。2010年，英国历史学家奥兰多·菲吉斯被发现发表负面评论攻击同行。同年，辛辛那提一个新闻博客揭露了一公关公司代客户撰写并发布了75篇书评。康奈尔大学研究表明，85%的亚马逊高级评论者曾接受免费产品。到2011年，亚马逊进军出版业，为获知名作家的正面评论，给他们的书籍和即将推出的项目提供更多的宣传支持。 

## 其他可疑的商业行为

### 避税
亚马逊的税务问题曾受到中国、德国、波兰、韩国、法国、日本、爱尔兰、新加坡、卢森堡、意大利、西班牙、英国、美国和葡萄牙的调查。 公平稅收標誌2019年报告称，亚马逊在2010年至2018年间实际税率仅为12%，被指为避税“最严重”的公司之一，而同期美国企业税率为35%。亚马逊则声称其实际税率为24%。 

### HQ2竞标战
亚马逊宣布建立第二总部（HQ2）计划后，收到了238个候选地点，并在2018年1月18日公布了20个入围城市。 同年11月，公司选择了纽约市长岛和弗吉尼亚州阿灵顿作为最终地点，但因选择“两个最富裕城市”而受到批评。 商学教授史考特·加洛韋等人指责，这场竞标是“骗局”，目的是获取税收减免和内幕信息。  